# Cherax bicarinatus
Cherax bicarinatus е вид десетоного от семейство Parastacidae. Видът не е застрашен от изчезване.

## Разпространение и местообитание
Разпространен е в Австралия (Северна територия).
Обитава крайбрежията на сладководни басейни, реки и потоци.